# サンデー山口
サンデー山口は、山口県山口市で発行されている無料の地域情報紙（フリーペーパー）、及びその発行元で山口県山口市神田町8-1に所在する株式会社。

## 概要
1978年8月の創刊。タブロイド判サイズで毎週水曜日、金曜日、土曜日に、山口市全域（合併前の旧秋穂町・阿知須町・阿東町・小郡町・徳地町・山口市）を対象に68200部を発行。
生活情報だけでなく、県政、市政、地域経済といった硬派記事も取り扱っている。
創業した開作惇は、1978年に倒産した以前の県紙・防長新聞（岩国市に本社を置いていた防長新聞とは別）の出身。そのため「無料の地域新聞」を志向している。
「サンデー」という題字には、週末にゆっくり読んでもらいたいとの願いが込められている。

## 沿革
- 1978年8月 - 創刊。旧山口市（一部除く）で36000部を毎週金曜日にポスティング方式で配布。
- 1978年10月 - 配布エリアを旧小郡町にも拡大。部数は41000部。
- 1979年11月 - 配布方式を新聞折り込みに変更。部数は42550部。
- 1980年10月 - 火曜日号を発刊。部数は43450部。
- 1982年5月 - 日曜日号（月2回）を発刊。部数は46150部。
- 1986年5月 - 日曜日号を週刊化。部数は51400部。
- 1988年10月 - 木曜日号（月1回）を発刊。部数は52550部。
- 1990年4月 - 木曜日号を休刊、土曜日号（月2回）を発刊。部数は55150部。
- 1991年4月 - 土曜日号を週刊化。部数は55500部。
- 1994年4月 - 火曜日号を休刊、水曜日号を発刊。部数は56750部。
- 1994年11月 - 開作惇社長死去に伴い、開作真人が社長に。
- 1996年6月 - 木曜日号を発刊。部数は57550部。
- 2003年10月 - 木曜日号を休刊、部数は61300部。
- 2005年10月 - 市町合併に伴い配布エリア拡大。部数は69200部。
- 2007年7月 - 防府市を配布エリアとした防府版（土曜日発行、43000部）を創刊。
- 2007年9月 - 水曜日号を休刊、部数は69200部。
- 2007年12月 - 防府版を休刊。
- 2008年1月 - 防府版を復刊（ライセンス契約での、亜衣広告による発行）。
- 2008年4月 - 日曜日号を休刊、水曜日号を復刊。
- 2010年1月 - 市町合併に伴い配布エリア拡大。部数は70700部。
- 2010年10月 - 登録者に配達する「お届け便」サービス開始。

## 関連媒体
- HABAHABA[1] - FKオフィスが2002年に創刊した無料月刊誌。権利移譲に伴い、2008年6月からはサンデー山口が発行元に。配布方法は、山口県全域へのラック設置および職域配布
- PIECE - 2006年7月から2007年12月まで発行したフリーペーパー。配布方法は、山口県全域へのラック設置および山口市内における新聞折り込み。現在は発行されていない。
- それっcha! - 2007年8月に運営を開始した地域ブログポータルサイト
- それっcha!マガジン - 2008年1月から5月まで発行した、地域ブログポータルサイトと連動したフリーペーパー。
- iサンデー - 2001年2月から2003年6月まで運営した、携帯向け情報サイト

## サンデーネットワークとの関係
新聞折り込み配布で、2006年12月に倒産した防長新聞によるサンデー各紙（岩国・柳井・周南・光・防府・北浦で発行、2006年12月発行停止）、および宇部日報社によるサンデー宇部・サンデー小野田は、1980年以降順次発刊されていった。
それ以外のポスティング配布の「サンデー」は、毎日新聞西部本社子会社の毎日メディアサービス山口（サンデーしものせき、サンデー防府、サンデー周南）、および宇部日報社（サンデー西京、サンデーうべ・おのだ）が発行しており、サンデー山口社とは無関係。